# Studio S-13
Studio S-13 – audycja emitowana w Programie Pierwszym Polskiego Radia o godz. 20:57 od 1970 roku. Program prowadzony jest przez dziennikarza i komentatora sportowego Andrzeja Janisza. Z programem związany jest także Henryk Urbaś, który od 30 lat współpracuje ze Studiem.
Ideą programu jest łączenie się ze stadionami, na których rozgrywane są mecze piłkarskiej ekstraklasy. Relacje z meczów i podsumowywania w materiałach reporterskich prezentowane są w programie Kronika sportowa. Studio S-13 nadawane jest tylko w przypadku rozgrywania całej kolejki ligowej w ciągu jednego dnia i o tej samej godzinie (dawniej były to dwie ostatnie kolejki Ekstraklasy w sezonie, a od sezonu 2013/2014, w związku z reformą rozgrywek ekstraklasy, ostatnia – 30. – kolejka rundy zasadniczej i dwie ostatnie kolejki rundy finałowej Ekstraklasy).

## Historia
Studio S-13 rozpoczęło nadawanie 9 września 1970 roku. Pomysłodawcą audycji był Bogdan Tuszyński (będący wówczas kierownikiem redakcji sportowej), który będąc na urlopie w Jugosławii usłyszał we włoskim radiu audycję Domenica Sport, a w niej relacje z kilku meczów włoskiej Serie A i przeniósł to na polski grunt. Początkowo program był nadawany ze studia S-13 – stąd nazwa audycji.
S-13 to nie tylko audycja piłkarska, bowiem dziennikarze gościli również na innych arenach, jak tory żużlowe, lekkoatletyczne bieżnie, czy hale siatkarskie. Technika umożliwiająca błyskawiczne przenoszenie się ze stadionu na stadion, która wykorzystywana była przez Studio, została zastosowana potem na igrzyskach olimpijskich.
W audycji kariery dziennikarskie zaczynali m.in. Dariusz Szpakowski i Andrzej Zydorowicz. Studio funkcjonuje w innej formule, niż miało to miejsce przez pierwsze 40 lat istnienia programu, ponieważ mecze ligowe są prezentowane w telewizji, a spotkania są rozgrywane o różnej porze.

## Dżingiel
W czołówce programu wykorzystywany jest początek utworu „I Ran”, angielskiej formacji nowofalowej A Flock of Seagulls. Kompozycja została nieznacznie zmodyfikowana, przez dodanie dźwięku gwizdka sędziowskiego i odgłosów kibiców.